# Friends in Need
Friends in Need var en popgrupp som bestod av Dr Alban, Björn Borg, Tomas Brolin och Mattias Frisk.
Gruppen gav bara ut en skiva, singeln "Alla vi" som kom 1999. Låten hade ett sommartema och refrängen innehöll framför allt textslingan "Alla vi - längtar efter sommaren". Låttexten uppmärksammades också för Dr Albans återkommande fras "Det är stabilt", som flera svenska komiker senare utnyttjat för att parodiera Dr Alban.
Till "Alla vi" gjordes också en musikvideo som förutom sekvenser med gruppmedlemmarna åkande helikopter och limousin innehöll flitiga bildsekvenser med ett antal bikiniklädda modeller runt och i en swimmingpool. Videon och låten hade premiär på en presskonferens på Stureplan den 14 april 1999. Framställningen av kvinnorna i videon gjorde att både ZTV och SVT:s Voxpop valde att inte visa videon. Voxpop vägrade visa den "i någon form". ZTV:s musikansvarige kallade videon för "gubbsjuk" men sade att man kunde sända en omklippt version.